# 瓦代纳
瓦代纳（義大利語：Vadena），是意大利北部博尔扎诺-上阿迪杰自治省的一个市镇，位于其省会博尔扎诺的西南方约10公里处。ISTAT代码为021105。

## 地理
于2010年11月30日的人口总计为1005人，人口密度74.4人/平方公里，总面积13.5平方公里。